# Tricholoba squalidula
Tricholoba squalidula är en fjärilsart som beskrevs av Embrik Strand 1911. Tricholoba squalidula ingår i släktet Tricholoba och familjen tandspinnare. Inga underarter finns listade i Catalogue of Life.